# Spermophilus citellus
El suslik europeo (Spermophilus citellus) es una especie de roedor esciuromorfo de la familia Sciuridae característica de las llanuras de Europa Oriental.

## Subespecies
Se reconocen cuatro subespecies:
- Spermophilus citellus citellus
- Spermophilus citellus gradojevici
- Spermophilus citellus istricus
- Spermophilus citellus martinoi